# Platycuma candidum
Platycuma candidum är en kräftdjursart som beskrevs av Jones 1984. Platycuma candidum ingår i släktet Platycuma och familjen Nannastacidae. Inga underarter finns listade i Catalogue of Life.